# Aplidium rosarium
Aplidium rosarium är en sjöpungsart som beskrevs av Kott 1992. Aplidium rosarium ingår i släktet Aplidium och familjen klumpsjöpungar. Inga underarter finns listade i Catalogue of Life.